# Xylopia grandiflora
Xylopia grandiflora là một loài thực vật thuộc họ Annonaceae. Đây là loài bản địa của thảm thực vật Cerrado ở Brasil.